# Давила, Александру
Александру Давила (рум. Alexandru Davila; 1862—1929) — румынский драматург, режиссёр и театральный деятель.

## Биография

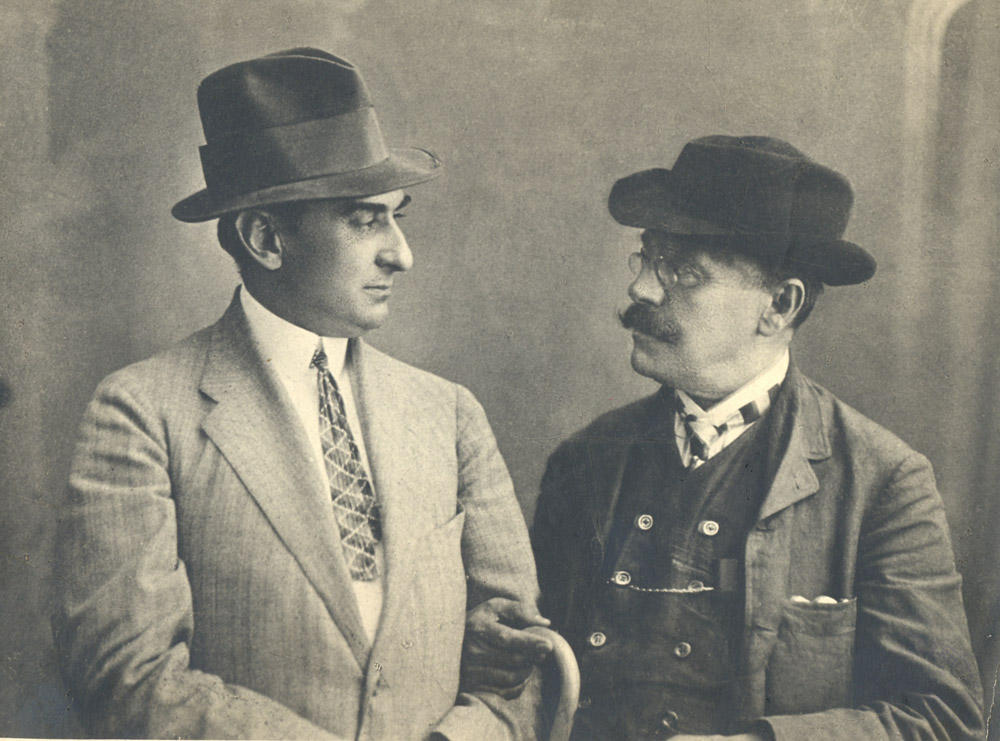
А. Давила и И. Л. Караджале

Родился 12 февраля 1862 года в Бухаресте.
Учился в Париже; испытал влияние А. Антуана. В 1902 году в Национальном театре (Бухарест) поставлена драма Давилы «Влайку Воде». В 1905—1908 и 1912—1914 годах Давила возглавлял Национальный театр. В 1909 году, будучи отстранён от руководства Национальным театром, создал из молодых актёров театра труппу «Компания Давилы».
С 1915 года из-за паралича прекратил работу в театре.
Умер 19 октября 1929 в Бухаресте.

## Режиссёрские работы
- «Клад» Плавта
- «Шкатулка» Плавта
- «Сид» П. Корнеля
- «Скупой» Мольера
- «Лекарь поневоле» Мольера
- «Мнимый больной» Мольера
- «Буря» У. Шекспира
- «Виндзорские проказницы» У. Шекспира
- комедии Бомарше
- пьесы Г. Гауптмана, О. Уайльда
- пьесы румынских авторов И. Л. Караджале, Б. П. Хашдеу, Б. Делавранча, В. Александри